# Exgay
Exgay es un término para describir a una persona que dice haber revertido su orientación sexual homosexual. El movimiento ex gay está formado por personas y organizaciones que alientan a las personas a abstenerse de iniciar o mantener relaciones con personas del mismo sexo, a eliminar los deseos homosexuales y a desarrollar deseos heterosexuales o iniciar una relación heterosexual. A partir de la fundación de Love In Action y Exodus International a mediados de la década de 1970, el movimiento experimentó un rápido crecimiento en las décadas de 1980 y 1990 antes de declinar en la década del 2000.
Se basa en la participación de personas que antes se identificaban como gays, lesbianas o bisexuales, pero que ya no lo hacen; estas personas pueden declarar que han eliminado por completo su atracción por el mismo sexo o que se abstienen de actuar en consecuencia. Tras el colapso de Exodus International en 2013, un pequeño número de grupos de ex homosexuales continúan como Restored Hope Network (Red Esperanza Restaurada). El impacto actual del movimiento en el discurso religioso conservador puede verse en la aversión al uso del término "gay" para referirse a la orientación sexual y su sustitución por el lenguaje de "atracción por el mismo sexo".
Ha habido varios escándalos relacionados con este movimiento, como el de algunos autoproclamados ex gays que han mantenido relaciones homosexuales a pesar de negarlo, así como polémicas sobre menores homosexuales obligados a ir a campamentos de ex gays contra su voluntad, y admisiones abiertas por parte de organizaciones relacionadas con el movimiento de que la terapia de conversión no funciona.
Un gran número de investigaciones y el consenso científico mundial indican que ser gay, lesbiana o bisexual es compatible con una salud mental y una adaptación social normales. Por ello, las principales organizaciones profesionales de salud mental desaconsejan y advierten a las personas que intenten cambiar su orientación sexual a heterosexual, y advierten de que intentarlo puede ser perjudicial.

## Historia
La primera organización ex-gay, Love In Action, fue fundada en 1973 en Estados Unidos. En 1976, sus miembros fundaron Exodus International, una organización cristiana evangélica en Estados Unidos y en varios países del mundo. En Estados Unidos surgieron grupos similares como Evergreeen International para mormones, National Association for the Research and Therapy of Homosexuality (Asociación Nacional para la Investigación y Terapia de la Homosexualidad), Homosexuales Anónimos, People Can Change. y la organización católica Courage International fue fundada en 1980.

## Características
Algunos grupos exgay, basan su técnica en conseguir reeducar los deseos homosexuales por medio del refuerzo de la personalidad subyacente y la comprensión de la afectividad. Hombres casados en un matrimonio heterosexual reconocen que algunos deseos homosexuales permanecen aún arraigados.
Para algunos, el mero acto de adoptar el término «exgay» es un elemento verbal por el cual «los individuos usan el lenguaje como la herramienta primaria no sólo para expresar su identidad, sino para crearla y transformarla». La American Psychiatric Association (Asociación Psiquiátrica Estadounidense) emitió informes preliminares, apoyados por varias organizaciones privadas, de acuerdo a la cual: «Simplemente no hay suficientes evidencias científicas de que la orientación sexual pueda cambiarse». Algunos de estos grupos que promueven estas técnicas tratan de distanciarse del término exgay. Courage International (Coraje Internacional) no se considera como una organización exgay, sino que prefiere el término «pro-castidad».

## Controversias
La comunidad médica y científica considera en general que la homosexualidad no es un enfermedad por tanto no se cura. la terapia  «reparativa» no es eficaz y además podría ser potencialmente dañina sin un protocolo más crítico.
En 2012, el presidente de Exodus International, la organización más grande de ex-gays, dijo que no había tratamiento para la homosexualidad y que "terapia" ofrecía solo falsas esperanzas y podría ser perjudicial. Se autodisolvió el 19 de junio de 2013 tras una votación por unanimidad de los miembros de su junta directiva, mediante un comunicado anunció el fin de sus actividades y pidió perdón por el daño que había ocasionado a lo largo de 37 años a las personas LGBT.
En los Estados Unidos, la American Psychiatric Association ha declarado: "Algunas personas creen que la orientación sexual es innata y fija; sin embargo, la orientación sexual se desarrolla durante toda la vida de una persona. Es tarea libre escoger o rechazar"
Los grupos exgay afirman sin ninguna prueba que la comunidad científica ha tomado esta posición influenciada por las presiones políticas y no por consideraciones científicas.
La American Psychiatric Association (Asociación Psiquiátrica Estadounidense) emitió informes preliminares, apoyados por varias organizaciones privadas, de acuerdo a la cual: «Simplemente no hay suficientes evidencias científicas de que aún la orientación sexual pueda cambiarse». Según esto, las posiciones apoyadas por las organizaciones exgay «no estárían apoyadas por una parte de la ciencia» y por otro «se crea un ambiente en el que pueden aflorar la discriminación y los prejuicios».

### Opositores
Puntos de vista mayoritarios en la comunidad científica (que se oponen a las terapias de reorientación sexual) son:
- Joint Coalition of Health Organizations: «Organizaciones de salud y salud mental no apoyan los esfuerzos de cambiar la orientación sexual de personas jóvenes a través de “terapia reparativa” y han mostrado serias preocupaciones sobre su potencial de ineficacia ».[25]
- American Psychological Association: «Hasta la fecha, ninguna investigación científicamente adecuada ha mostrado que la terapia enfocada a cambiar la orientación sexual (...) sea totalmente efectiva. Es más, parece probable que la promoción de ciertas terapias de cambio afectan a estereotipos y contribuye a un clima confuso para las personas lesbianas, gais y bisexuales.»)[26]
- American Academy Of Paediatrics: «La terapia dirigida específicamente al cambio de la orientación sexual está contraindicada, ya que puede acentuar la culpa y ansiedad ya presentes, a la vez que tiene poco  potencial de cambiar la orientación»).[27]
- American Counseling Association: «La investigación no apoya la terapia de reorientación como una modalidad de tratamiento efectiva habiendo otras alternativas. Cuando ciertos pacientes participan en una terapia de conversión, existe un potencial para el daño»).[28]
- American Psychiatric Association: «En las últimas cuatro décadas, los  “reparativos” no han producido investigación científica rigurosa que apoyen su reivindicación de una cura. Hasta que esté disponible un estudio de ese tipo, la APA recomienda que los practicantes con ética eviten los intentos de cambiar la orientación sexual de individuos, manteniendo en mente la directriz médica de primero, no hacer daño»).[29]
- Organización Mundial de la Salud: aquellos con una orientación sexual egodistónica «pueden buscar tratamiento para cambiarlo»).[30]